# Chionolaena chrysocoma
Chionolaena chrysocoma là một loài thực vật có hoa trong họ Cúc. Loài này được (Wedd.) S.E.Freire mô tả khoa học đầu tiên năm 1993.